# Estación de Notre-Dame-des-Champs
La  estación de Notre-Dame-des-Champs es una estación de la línea 12 del metro de París situada en el VI Distrito, al sur de la ciudad.

## Historia
La estación fue inaugurada el 5 de noviembre de 1910.
Debe su nombre a la cercana iglesia de Notre-Dame-des-Champs, finalizada en 1876.

## Descripción
Está compuesta de dos vías y de dos andenes laterales de 75 metros de longitud. 
Está diseñada en bóveda elíptica revestida completamente de los clásicos azulejos blancos biselados. Renovada entre los años 2007 y 2008, la estación ha recuperado con todo detalle la decoración habitual de las estaciones de la compañía Nord-Sud, la creadora de la línea con tramos de color marrón adornando la bóveda, el zócalo y los paneles publicitarios. 
La señalización es también de estilo Nord-Sud. Se caracteriza por su gran tamaño, donde el nombre de la estación se realiza combinando mosaicos blancos y azules enmarcados por un trazo de color marrón. 
Su iluminación, como muchas estaciones de la línea 12, sigue el estilo New Neons. Emplea delgadas estructuras circulares, en forma de cilindro, que recorren los andenes proyectando la luz tanto hacia arriba como hacia abajo. Finos cables metálicos dispuestos en uve sostienen a cierta distancia de la bóveda todo el conjunto
Por último, los escasos asientos de la estación son los modernos Coquille o Smiley, unos asientos en forma de cuenco inclinado para que parte del mismo pueda usarse como respaldo y que poseen un hueco en la base en forma de sonrisa. 

## Acceso
Dispone de dos accesos situados en el bulevar Raspail.